# Ершов, Константин Владимирович
Константи́н Влади́мирович Ершо́в (1935—1984) — советский актёр театра и кино, кинорежиссёр и сценарист.

## Биография
Константин Ершов родился 11 июля 1935 года в Челябинске.
В 1958 году окончил филологический факультет Киевского университета. Работал декоратором и актёром в театрах Киева, играл роли на сцене Театра имени Леси Украинки.
В 1967 году окончил Высшие курсы сценаристов и режиссёров при Госкино СССР (мастерская Леонида Трауберга).
Работал кинорежиссёром на киностудии имени А. Довженко, Мосфильме и Ленфильме.
Константин Ершов скончался 28 декабря 1984 года. Похоронен на Байковом кладбище в Киеве.

## Фильмография

### Актёр
- 1960 — Наследники — Костя
- 1961 — За двумя зайцами — Пляшка
- 1961 — Артист из Кохановки — шофёр
- 1965 — Родник для жаждущих — эпизод
- 1968 — День ангела — секретарь Грызлова
- 1968 — Вечер накануне Ивана Купала — поп
- 1969 — Дума о Британке — эпизод
- 1970 — Поздний ребёнок — сосед Рукомеев-папа
- 1971 — Весёлые Жабокричи — свидетель
- 1976 — Степанова памятка — косарь
- 1978 — Человек, которому везло — Кока

### Режиссёр
- 1967 — Вий (совместно с Георгием Кропачёвым)
- 1970 — Поздний ребёнок
- 1973 — Каждый вечер после работы
- 1976 — Степанова памятка[2]
- 1978 — Человек, которому везло
- 1981 — Женщины шутят всерьёз
- 1982 — Грачи
- 1983 — Не было бы счастья…

### Сценарист
- 1967 — Вий
- 1973 — Каждый вечер после работы
- 1976 — Степанова памятка[3]
- 1978 — Человек, которому везло
- 1981 — Женщины шутят всерьёз
- 1982 — Грачи
- 1983 — Не было бы счастья…
- 1986 — Обвиняется свадьба